# RENAMO

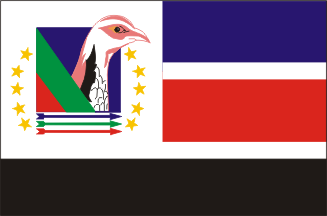
Huidige vlag

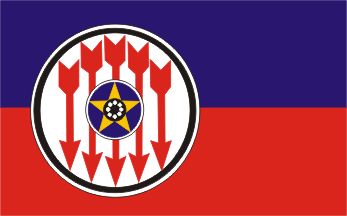
Eerste vlag van RENAMO

RENAMO (Portugees: Resistência Nacional Moçambicana, d.i. Mozambikaans Nationaal Verzet, tot 1978 ook bekend als MNR) is een conservatieve partij en verzetsgroep in Mozambique.
RENAMO begon in 1975 als een door Rhodesië en Zuid-Afrika gesteunde verzetsgroep die tegen het pro-marxistisch-leninistisch regime van FRELIMO in Mozambique streed. De blanke minderheidsregering van Rhodesië vreesde dat het nieuwe FRELIMO-regime de ZANU van Robert Mugabe zou steunen om het blanke regime in Salisbury omver te werpen. De Rhodesische regering verschafte niet alleen wapens, maar ook logistieke steun aan RENAMO. Met steun van Rhodesië en Zuid-Afrika werd er een tegenregering opgezet. Toen het blanke regime in 1980 was vervangen door de zwarte meerderheidsregering van Mugabe, werden de Verenigde Staten en Zuid-Afrika de grootste ondersteuners van RENAMO. In de jaren tachtig was sprake van een hevige burgeroorlog tussen het door de VS en Zuid-Afrika gesteunde RENAMO en het door de Sovjet-Unie en Cuba gesteunde FRELIMO.
RENAMO-strijders werden beschuldigd van grootschalige mensenrechtenschendingen. 
In 1984 staakte de Zuid-Afrikaanse regering haar steun aan RENAMO nadat de Zuid-Afrikaanse regering en de Mozambikaanse regering een verdrag hadden gesloten. In ruil voor het staken van de steun van Mozambique aan het ANC, zou er van Zuid-Afrikaanse zijde geen steun meer aan RENAMO worden verleend.
RENAMO-strijders bleven tot 1992 het FRELIMO-bewind in Maputo bestrijden, onder meer door geheime Zuid-Afrikaanse wapenleveringen, maar in dat jaar werd er een vredesakkoord gesloten tussen de regering en RENAMO. RENAMO werd vervolgens erkend als officiële politieke partij met Afonso Dhlakama als leider. Dhlakama doet sindsdien mee aan de presidents- en parlementsverkiezingen. Bij de presidentsverkiezingen van december 1999 verkreeg FRELIMO-kandidaat Joaquin Chissano 52,3% van de stemmen en RENAMO-kandidaat Afonso Dhlakama 47,7%. RENAMO verkreeg 117 van de 250 zetels in het parlement. Bij de verkiezingen van 2004 werden dat er 90 (voor de alliantie RENAMO-UE) en in 2004 liep het zetelaantal verder terug, naar 51.
RENAMO begon ook weer militaire activiteiten te vertonen. Het hoofdkwartier van de partij werd eind 2012 verplaatst naar de voormalige guerrillabasis van RENAMO en daar werden militaire trainingen voor aanhangers opgezet. In 2013 voerde RENAMO opnieuw guerrilla-acties uit en liepen de spanningen met de FRELIMO-regering op. In oktober van dat jaar kwam het tot een aanval van regeringstroepen op het RENAMO-hoofdkwartier. Daarop zegde de beweging de vrede met de Mozambikaanse regering op.
Op 3 mei 2018 stierf Afonso Dhlakama aan een hartaanval, waarna Ossufo Momade de functie van president van de partij bekleedt.